# Staňkov (Domažlicei járás)
Staňkov település Csehországban, a Domažlicei járásban. Staňkov Merklín, Buková, Čečovice, Štichov, Horní Kamenice, Křenovy, Kvíčovice, Puclice, Osvračín, Čermná, Hlohová és Holýšov településekkel határos. Lakosainak száma 3392 fő (2024. január 1.).

## Népesség
A település lakosságának változását az alábbi diagram mutatja:
| Lakosok száma | 2300 | 3447 | 4361 | 3551 | 3473 | 3066 | 3350 | 3317 | 3307 | 3392 |
|               | 1869 | 1890 | 1921 | 1950 | 1980 | 2001 | 2017 | 2019 | 2022 | 2024 |